# Talorgan mac Uuthoil
Talorgan mac Uuthoil co-roi des Pictes de 834 à 837.

## Contexte
D'après la « Chronique Picte » il régna conjointement pendant 3 ans avec Drust mac Caustantin
Marjorie Ogilvie Anderson le considère le petit-fis en ligne féminine d'une sœur d'Álpin mac Uuroid et d'un Uurguist inconnu.
Alfred P. Smyth estime qu'il était le neveu en ligne féminine des rois Caustantin mac Uurgust et Unuist mac Fergus et un opposant au trône de Drust mac Caustantin s'appuyant sur la succession de type matrilinéaire des Pictes contre celle patrilénaire imposée par les précédents rois de Fortriú d'origine Scot 
Il disparaît en même temps que Drust mac Caustantin dans des circonstances inconnues et est remplacé par Uuen mac Unuist.

## Sources
- (en) Alfred P. Smyth Warlords and Holy men Scotland AD 80~1000 Edinburgh University Press (Edinburgh 1984)  (ISBN 0-7486-0100-7)
- (en) Ann Williams, Alfred P. Smyth and D.P Kirby A bibliographical dictionary of Dark Age Britain. SEABY London (1990)  (ISBN 1-85264-047-2)
- (en) J.M.P. Calise Pictish Soourcebook, Documents of Medieval Legend and Dark Age History Greenwood Press (Londres 2002)  (ISBN 0-313-32295-3)
- (en) W.A. Cumming The Age of the Picts Sutton Publishing (1998)  (ISBN 0750916087).
- (en) William Forbes Skene Chronicles Of The Picts,Chronicles Of The Scots, And Other Early Memorials Of Scottish History. H.M General Register House Edinburgh (1867) Reprint par Kessinger Publishings's (2007)  (ISBN 1432551051).